# Alice, hraběnka z Athlone
Princezna Alice, hraběnka z Athlone (Alice Marie Viktorie Augusta Pavlína; 25. února 1883, Windsor – 3. ledna 1981, Kensingtonský palác) byla členka britské královské rodiny. Je nejdéle žijící britskou princeznou královské krve a byla posledním žijícím vnoučetem královny Viktorie. Princezna Alice byla od roku 1940 do roku 1946 správkyní Rideau Hall v Ottawě, zatímco její manžel Alexandr Cambridge, 1. hrabě z Athlone, působil jako generální guvernér Kanady.

## Narození

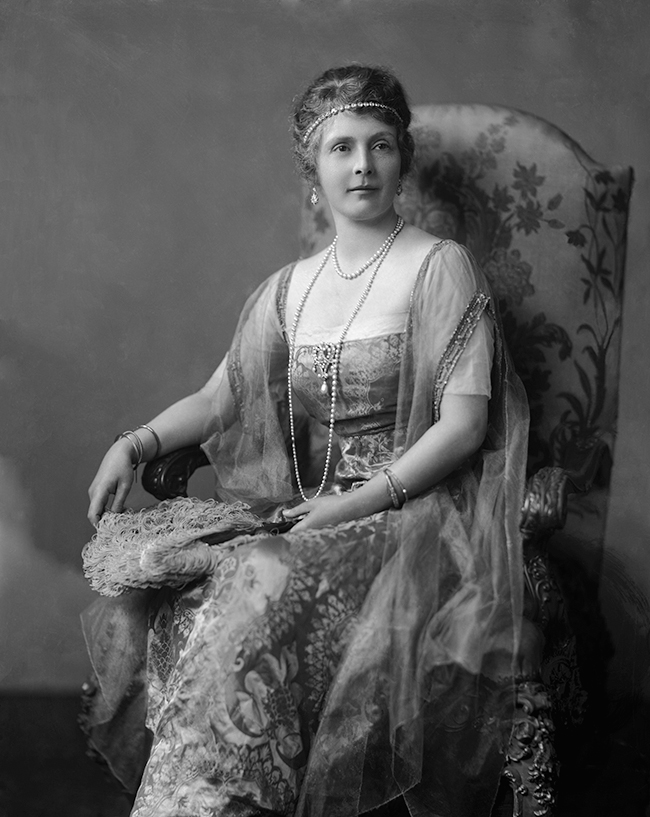
Princezna Alice, hraběnka z Athlone

Narodila se 25. února 1883 na Windsorském hradě jako první potomek a jediná dcera prince Leopolda, vévody z Albany a princezny Heleny Waldecko-Pyrmontské. Měla mladšího bratra Karla Eduarda. Její otec byl nejmladším synem královny Viktorie a prince Alberta, proto jí byl po narození udělen titul Její královská Výsost princezna Alice z Albany, podobně jí náležely i tituly princezny ze Saska-Koburku a Gothy a vévodkyně v Sasku.
Princeznin křest se uskutečnil 26. března 1883 v soukromé kapli Windsorského hradu jako Alice Mary Victoria Augusta Pauline. Byla pojmenována po svojí zesnulé tetě princezně Alici, provdané velkovévodkyni Hesenské, jejíž manžel byl jedním z kmotrů princezny Alice. Jejími kmotry byl a královna Viktorie, dále německá císařovna Augusta, král Vilém III. Nizozemský, velkovévoda Ludvík IV. Hesenský, waldecko-pyrmontská princezna Helena, kníže z Walesu, německá korunní princezna Viktorie, princ Vilém Würtemberský, dědičná kněžna ze Bentheimu a Steinfurtu a vévodkyně z Cambridge.
Alicin otec Leopold, nejmladší syn královny Viktorie, trpěl závažnou dědičnou nemocí, poruchou krevní srážlivosti hemofilií, kterou na něj jeho matka přenesla; přenašečkou pak byla i sama Alice. Na následky této nemoci Leopold zemřel, když byl Alici jeden rok, její mladí bratr se narodil již jako pohrobek.

## Manželství
Provdala se 10. února 1904 za svého vzdáleného bratrance prince Alexandra z Tecku, bratra Marie, kněžny z Walesu a manželky následníka trůnu Jiřího, knížete z Walesu. Po svatbě získala titul JKV princezna Alexander z Tecku. Společně měli tři děti, dva syny a jednu dceru:
- princezna May z Tecku (23. ledna 1906 – 29. lvětna 1994), ⚭ 1931 plukovník Henry Abel Smith (8. března 1900 – 24. ledna 1993), guvernér státu Queensland
- princ Rupert z Tecku (24. srpna 1907 – 15. dubna 1928), později Rupert, Vikomt Trematon; trpěl hemofilií, zemřel však při autohavárii ve věku pouhých 21 let
- princ Maurice z Tecku (29. března 1910 – 14. září 1910), zemřel jako půlroční nemluvně

Princezna Alice byla přenašečkou genu hemofilie, který zdědila po svém otci Leopoldovi. Touto nemocí trpěl její starší syn Rupert.

## Tituly
V roce 1917 se její manžel , podobně jako jiní členové britské královské rodiny, vzdal svého německého titulu prince z Tecku a přijal příjmení Cambridge, později mu byl udělen titul Sir Alexander Cambridge a později titul hraběte z Athlone. O titul přišly i jejich dvě děti. Alice se vzdala svých německých titulů, ale zůstal jí její vlastní titul princezny Velké Británie a Severního Irska, proto byla titulována Její královská Výsost princezna Alice, hraběnka z Athlone.
Její bratr Karel Eduard, vévoda z Albany a vévoda Sasko-Kobursko-Gothajský, působící u německé armády se vzdal svých britských titulů a ponechal si své německé tituly.

## Cestování a druhá světová válka
V letech 1924–1931 působil její manžel jako generální guvernér v Jižní Africe, kam jej doprovázela i princezna Alice. V letech 1940–1946 vykonával hrabě z Athlone funkci generálního guvernéra Kanady, kde byla s manželem i Alice.
Po druhé světové válce byl její bratr, sloužící v německé armádě zatčen. Spolu s manželem se v Německu neúspěšně pokoušeli vyjednávat o jeho propuštění. Karel Eduard byl v roce 1946 souzen a pokutován.

## Královské povinnosti
Během svého života plnila mnoho královských povinností, kromě povinností manželky generálního guvernéra Jižní Afriky a Kanady se účastnila korunovací Eduarda VII., Jiřího V., Jiřího VI. a Alžběty II. Působila jako velící plukovník dvou britských armádních jednotek a jedné rhodéské. Během druhé světové války byla čestnou velitelkou ženského oddílu Královského kanadského letectva. V roce 1950 se stala kancléřkou Univerzity Západní Indie. Ve 30.–60. létech 20. století působila jako předsedkyně rady na Royal Holloway College na Londýnské univerzitě.

## Pozdější léta
Později žila v Kensinghtonském paláci, kde v roce 1981 zemřela ve věku 97 let a 313 dní. Jejího pohřbu v kapli svatého Jiří na Windsorském hradě se zúčastnili všichni členové britské královské rodiny. Princezna Alice byla pohřbena na pohřebišti britské královské rodiny ve Frogmore nedaleko mauzolea jejích prarodičů královny Viktorie a prince Alberta. Žila během vlády šesti britských panovníků – Viktorie, Eduarda VII., Jiřího V., Eduarda VIII., Jiřího VI. a Alžběty II.

## Vývod z předků
|                             |                                                |  |                             |                                                      |  |  |  |  |  |  |  | František Sasko-Kobursko-Saalfeldský |
|                             |                                                |  |                             |                                                      |  |  |  |  |  |  |  |                                      |
|                             | Arnošt I. Sasko-Kobursko-Gothajský             |  |                             |                                                      |  |  |  |  |  |  |  |                                      |
|                             |                                                |  |                             |                                                      |  |  |  |  |  |  |  |                                      |
|                             |                                                |  |                             | Augusta Reuss Ebersdorf                              |  |  |  |  |  |  |  |                                      |
|                             |                                                |  |                             |                                                      |  |  |  |  |  |  |  |                                      |
|                             | Albert Sasko-Kobursko-Gothajský                |  |                             |                                                      |  |  |  |  |  |  |  |                                      |
|                             |                                                |  |                             |                                                      |  |  |  |  |  |  |  |                                      |
|                             |                                                |  |                             | Augustus Sasko-Gothajsko-Altenburský                 |  |  |  |  |  |  |  |                                      |
|                             |                                                |  |                             |                                                      |  |  |  |  |  |  |  |                                      |
|                             | Luisa Sasko-Gothajsko-Altenburská              |  |                             |                                                      |  |  |  |  |  |  |  |                                      |
|                             |                                                |  |                             |                                                      |  |  |  |  |  |  |  |                                      |
|                             |                                                |  |                             | Luisa Šarlota Meklenbursko-Zvěřínská                 |  |  |  |  |  |  |  |                                      |
|                             |                                                |  |                             |                                                      |  |  |  |  |  |  |  |                                      |
|                             | Leopold, vévoda z Albany                       |  |                             |                                                      |  |  |  |  |  |  |  |                                      |
|                             |                                                |  |                             |                                                      |  |  |  |  |  |  |  |                                      |
|                             |                                                |  |                             | Jiří III.                                            |  |  |  |  |  |  |  |                                      |
|                             |                                                |  |                             |                                                      |  |  |  |  |  |  |  |                                      |
|                             | Eduard August Hannoverský                      |  |                             |                                                      |  |  |  |  |  |  |  |                                      |
|                             |                                                |  |                             |                                                      |  |  |  |  |  |  |  |                                      |
|                             |                                                |  |                             | Šarlota Meklenbursko-Střelická                       |  |  |  |  |  |  |  |                                      |
|                             |                                                |  |                             |                                                      |  |  |  |  |  |  |  |                                      |
|                             | královna Viktorie                              |  |                             |                                                      |  |  |  |  |  |  |  |                                      |
|                             |                                                |  |                             |                                                      |  |  |  |  |  |  |  |                                      |
|                             |                                                |  |                             | František Sasko-Kobursko-Saalfeldský                 |  |  |  |  |  |  |  |                                      |
|                             |                                                |  |                             |                                                      |  |  |  |  |  |  |  |                                      |
|                             | Viktorie Sasko-Kobursko-Saalfeldská            |  |                             |                                                      |  |  |  |  |  |  |  |                                      |
|                             |                                                |  |                             |                                                      |  |  |  |  |  |  |  |                                      |
|                             |                                                |  |                             | Augusta Reuss Ebersdorf                              |  |  |  |  |  |  |  |                                      |
|                             |                                                |  |                             |                                                      |  |  |  |  |  |  |  |                                      |
| 'Alice, hraběnka z Athlone' |                                                |  |                             |                                                      |  |  |  |  |  |  |  |                                      |
|                             |                                                |  |                             |                                                      |  |  |  |  |  |  |  |                                      |
|                             |                                                |  | Jiří I. Waldecko-Pyrmontský |                                                      |  |  |  |  |  |  |  |                                      |
|                             |                                                |  |                             |                                                      |  |  |  |  |  |  |  |                                      |
|                             | Jiří II. Waldecko-Pyrmontský                   |  |                             |                                                      |  |  |  |  |  |  |  |                                      |
|                             |                                                |  |                             |                                                      |  |  |  |  |  |  |  |                                      |
|                             |                                                |  |                             | Augusta ze Schwarzburg-Sondershausenu                |  |  |  |  |  |  |  |                                      |
|                             |                                                |  |                             |                                                      |  |  |  |  |  |  |  |                                      |
|                             | Jiří Viktor Waldecko-Pyrmontský                |  |                             |                                                      |  |  |  |  |  |  |  |                                      |
|                             |                                                |  |                             |                                                      |  |  |  |  |  |  |  |                                      |
|                             |                                                |  |                             | Viktor II. Anhaltsko-Bernbursko-Schaumbursko-Hoymský |  |  |  |  |  |  |  |                                      |
|                             |                                                |  |                             |                                                      |  |  |  |  |  |  |  |                                      |
|                             | Emma Anhaltsko-Bernbursko-Schaumbursko-Hoymská |  |                             |                                                      |  |  |  |  |  |  |  |                                      |
|                             |                                                |  |                             |                                                      |  |  |  |  |  |  |  |                                      |
|                             |                                                |  |                             | Amálie Nasavsko-Weilburská                           |  |  |  |  |  |  |  |                                      |
|                             |                                                |  |                             |                                                      |  |  |  |  |  |  |  |                                      |
|                             | Helena Waldecko-Pyrmontská                     |  |                             |                                                      |  |  |  |  |  |  |  |                                      |
|                             |                                                |  |                             |                                                      |  |  |  |  |  |  |  |                                      |
|                             |                                                |  |                             | Fridrich Vilém Nasavsko-Weilburský                   |  |  |  |  |  |  |  |                                      |
|                             |                                                |  |                             |                                                      |  |  |  |  |  |  |  |                                      |
|                             | Vilém Nasavský                                 |  |                             |                                                      |  |  |  |  |  |  |  |                                      |
|                             |                                                |  |                             |                                                      |  |  |  |  |  |  |  |                                      |
|                             |                                                |  |                             | Luisa Isabela z Kirchbergu                           |  |  |  |  |  |  |  |                                      |
|                             |                                                |  |                             |                                                      |  |  |  |  |  |  |  |                                      |
|                             | Helena Nasavská                                |  |                             |                                                      |  |  |  |  |  |  |  |                                      |
|                             |                                                |  |                             |                                                      |  |  |  |  |  |  |  |                                      |
|                             |                                                |  |                             | Pavel Württemberský                                  |  |  |  |  |  |  |  |                                      |
|                             |                                                |  |                             |                                                      |  |  |  |  |  |  |  |                                      |
|                             | Pavlína Württemberská                          |  |                             |                                                      |  |  |  |  |  |  |  |                                      |
|                             |                                                |  |                             |                                                      |  |  |  |  |  |  |  |                                      |
|                             |                                                |  |                             | Šarlota Sasko-Hildburghausenská                      |  |  |  |  |  |  |  |                                      |
|                             |                                                |  |                             |                                                      |  |  |  |  |  |  |  |                                      |